# Dubai Duty Free Tennis Championships 2024
Die Dubai Duty Free Tennis Championships 2024 waren ein Tennisturnier der WTA Tour 2024 für Damen und ein Tennisturnier der ATP Tour 2024 für Herren in Dubai. Das Damenturnier der WTA fand vom 19. bis 24. Februar, das Herrenturnier der ATP vom 26. Februar bis 2. März 2024 statt.

## Herrenturnier
→ Qualifikation: Dubai Duty Free Tennis Championships 2024/Herren/Qualifikation

## Damenturnier
→ Qualifikation: Dubai Duty Free Tennis Championships 2024/Damen/Qualifikation